# John Farnham
John Peter Farnham AO (1 de juliol de 1949) és un cantant australià d'origen britànic. Farnham va ser un ídol de la música pop des del 1967 fins al 1979, aleshores anomenat Johnny Farnham. La seva carrera ha estat principalment com a artista en solitari, tot i que va substituir Glenn Shorrock com a cantant de Little River Band del 1982 al 1985.

## Discografia
- Sadie (1968)
- Everybody Oughta Sing a Song (1968)
- Looking Through a Tear (1970)
- Christmas Is... Johnny Farnham (1970)
- Johnny (1971)
- Johnny Farnham Sings the Shows (1972)
- Hits Magic & Rock 'N Roll (1973)
- J.P. Farnham Sings (1975)
- Uncovered (1980)
- Whispering Jack (1986)
- Age of Reason (1988)
- Chain Reaction (1990)
- Then Again... (1993)
- Romeo's Heart (1996)
- 33⅓ (2000)
- The Last Time (2002)
- I Remember When I Was Young: Songs from the Great Australian Songbook (2005)
- Jack (2010)
- The Acoustic Chapel Sessions (2011)